# Псовка
Псовке су погрдне, увредљиве, непристојне ријечи којима се што извргава руглу. Постоје различите врсте псовки, али заједничко свим њима је да се сматрају вулгарним и непожељним у културном друштву.

## Врсте псовки
У својој књизи „The Stuff of Thought“, Стивен Пинкер дијели псовке на пет засебних категорија:
- Дисфемистичко псовање — изражавање супротно еуфемизму. Тјера слушаоца да се замисли о негативној или осјетљивој теми (нпр. „Он се не забавља с њом, он је јебе!“)
- Увредљиво псовање — директно и плитко вријеђање саговорника (нпр. „Маму ти јебем!“, „Пичка ти материна!“, „Пичко!“ )
- Идиоматско псовање — псовање које није упућено ниједном предмету у текућој теми разговора; служи за прављење важним, привлачење пажње или за истицање да текући разговор није формалан (нпр. „Е, јебеш га, баш немамо среће!“)
- Емпатичко псовање - за наглашавање нечега псовањем (нпр. „Било је добро у пизду материну!“)
- Катарзичко псовање — кад се деси нека незгода, попут сломљеног предмета, пукле гуме, изненадне кише итд. Једна теорија тврди да овакво псовање потиче од потребе да се саговорницима саопшти да је говорник у лошем расположењу (нпр. „Е, јеби га!“, „Срање!“, „До курца!“ итд.)